# Hartford City (Indiana)
Hartford City és una població dels Estats Units a l'estat d'Indiana. Segons el cens del 2000 tenia 6.928 habitants.

## Demografia
Segons el cens del 2000, Hartford City tenia 6.928 habitants, 2.918 habitatges, i 1.943 famílies. La densitat de població era de 719,1 habitants/km².
Dels 2.918 habitatges en un 30,5% hi vivien nens de menys de 18 anys, en un 50,8% hi vivien parelles casades, en un 12,1% dones solteres, i en un 33,4% no eren unitats familiars. En el 29,7% dels habitatges hi vivien persones soles el 13,9% de les quals corresponia a persones de 65 anys o més que vivien soles. El nombre mitjà de persones vivint en cada habitatge era de 2,36 i el nombre mitjà de persones que vivien en cada família era de 2,89.
Per edats la població es repartia de la següent manera: un 25% tenia menys de 18 anys, un 7,5% entre 18 i 24, un 27,7% entre 25 i 44, un 22,6% de 45 a 60 i un 17,2% 65 anys o més.
L'edat mediana era de 38 anys. Per cada 100 dones de 18 o més anys hi havia 85,4 homes.
La renda mediana per habitatge era de 31.531$ i la renda mediana per família de 39.654$. Els homes tenien una renda mediana de 29.257$ mentre que les dones 20.600$. La renda per capita de la població era de 15.596$. Entorn del 7,3% de les famílies i el 10,4% de la població estaven per davall del llindar de pobresa.

## Poblacions més properes
El següent diagrama mostra les poblacions més properes.